# Echeveria yalmanantlanensis
Echeveria yalmanantlanensis är en fetbladsväxtart som beskrevs av A.Vázquez, Cházaro. Echeveria yalmanantlanensis ingår i släktet Echeveria och familjen fetbladsväxter. Inga underarter finns listade i Catalogue of Life.